# Hannibal (film, 1959)
Pour les articles homonymes, voir Hannibal (homonymie).
Ne doit pas être confondu avec Hannibal, film américain de 2001 avec comme personnage Hannibal Lecter
Pour plus de détails, voir Fiche technique et Distribution.
Hannibal  (titre original Annibale • titre alternatif Annibal contre Rome) est un film italo-américain coréalisé par Carlo Ludovico Bragaglia et Edgar Georg Ulmer, sorti en 1959. 
Le film évoque, de manière romancée, l'histoire du conquérant carthaginois Hannibal Barca.

## Synopsis
Marchant sur Rome, Hannibal (Victor Mature) traverse les Alpes avec ses troupes et de nombreux éléphants. La traversée est difficile, beaucoup d'hommes meurent en cours de route, mais ils parviennent à passer la chaîne de montagnes, grâce au fait qu'Hannibal ait fait alliance au chef local.
Arrivées en territoire romain, les troupes carthaginoises capturent Sylvia, fille de sénateur romain Fabius Maximus, et Hannibal s'en éprend. Certains de ses hommes s'y opposent et se mesurent à Hannibal qui perd un œil dans une confrontation.
Malgré les avertissements de Fabius qui suggère d'éviter une attaque frontale et de mener une campagne d'épuisement, la décision est prise de lutter contre Hannibal sur le champ de bataille. Mais cela se solde par la lourde défaite romaine lors de la bataille de Cannes.
Fabius est alors rappelé pour diriger l'armée romaine et l'élan de la campagne d'Hannibal commence à décliner. Sa femme et ses enfants arrivent de Carthage, tandis que Sylvia retourne à Rome.

## Fiche technique
- Titre original : Annibale
- Titre français : Annibal
- Titre alternatif : Annibal contre Rome
- Titre américain : Hannibal
- Réalisation : Edgar G. Ulmer et Carlo Ludovico Bragaglia (ce dernier non crédité sur les copies américaines)
- Scénario : Mortimer Braus, sur un traitement d'Allesandro Continenza, d'après un sujet d'Ottavio Poggi
- Musique : Carlo Rustichelli
- Producteur : Ottavio Poggi
- Société de production : Liber Film
- Distributeur en France : Columbia Films
- Version française : Lingua Synchrone
- Réalisation de : Richard Heinz
- Adaptation Française : Max Morisse
- Enregistrement aux studios : Jean Mermoz par Louis Kieffer
- Genre : Action, aventure, biopic, drame, historique (péplum), guerre
- Dates de sortie : 
  - Italie : 21 décembre 1959
  - France : 29 avril 1960
- Affiches : Jean Mascii, Laurent Melki (France)
- Affiche : Jean Mascii (France)

## Distribution
- Victor Mature  (V.F : Claude Bertrand) : Hannibal
- Rita Gam (V.F : Nelly Benedetti)  : Sylvia
- Mario Girotti (Terence Hill) : Quintilius
- Carlo Pedersoli (Bud Spencer)  (V.F : Jean-Pierre Duclos) : Rutarius, un chef de tribu
- Gabriele Ferzetti (V.F : Paul-Émile Deiber) : Quintus Fabius
- Milly Vitale (V.F : Jacqueline Ferrière) : Danila, femme d’Hannibal
- Rik Battaglia (V.F : Marc Cassot) : Hasdrubal, frère d’Hannibal
- Franco Silva : Maharbal
- Mirko Ellis (V.F : Bernard Noël) : Magon
- Andrea Aureli : sénateur Varon
- Andrea Fantasia (V.F : Pierre Leproux) : Paulus Emilius, le sénateur
- Piero Tiberi : le fils d'Hannibal
- Renzo Cesana  (V.F : Jean-Jacques Delbo) : Le Sénateur Minutius
- Franco Dominici (V.F : Jean Berton) : Le faux marchand
- Mario Pisu : le grand prêtre
- Enzo Fiermonte : Le messager
- Pina Bottin (V.F : Monique Morisi) : Claudia, Servante de Sylvia
- Andrea Esterhazy :	Esclave de Sylvia
- Nello Pazzafini : un lutteur
- Narration : Bernard Noël

## Autour du film
- Le film est daté de 1959 (première projection publique), mais affiche à son générique un copyright de 1960 et dispose d'un visa d'exploitation français en date du 30 décembre 1958[1].
- Terence Hill et Bud Spencer sont présents au générique du film sous leurs vrais noms italiens, mais n'ont pas de scène ensemble.